# 束丝菝葜
束丝菝葜（学名：Smilax hemsleyana）为百合科菝葜属下的一个种。

## 扩展阅读
維基物種上的相關：束丝菝葜